# Пастушок новокаледонський
Пастушок новокаледонський (Cabalus lafresnayanus) — вид журавлеподібних птахів родини пастушкових (Rallidae). Ендемік Нової Каледонії. Ймовірно вимер.

## Поширення
Вид відомий щонайменше з 17 зразків, зібраних між 1860 і 1890 роками з Нової Каледонії, очевидно включаючи острів Іль-де-Пен. Існує кілька пізніших повідомлень зі схилів гори Паньє на півночі та верхів'їв Бланш на півдні в 1960-х і 1984 роках (на горі Паньє), тому припускають, що він все ще може вижити в невеликій кількості. Однак невдача багатьох наступних досліджень, у тому числі триваючих заходів щодо збереження масиву гори Паньє, щоб знайти вид, свідчить про те, що вид вимер.